# Democràcia popular

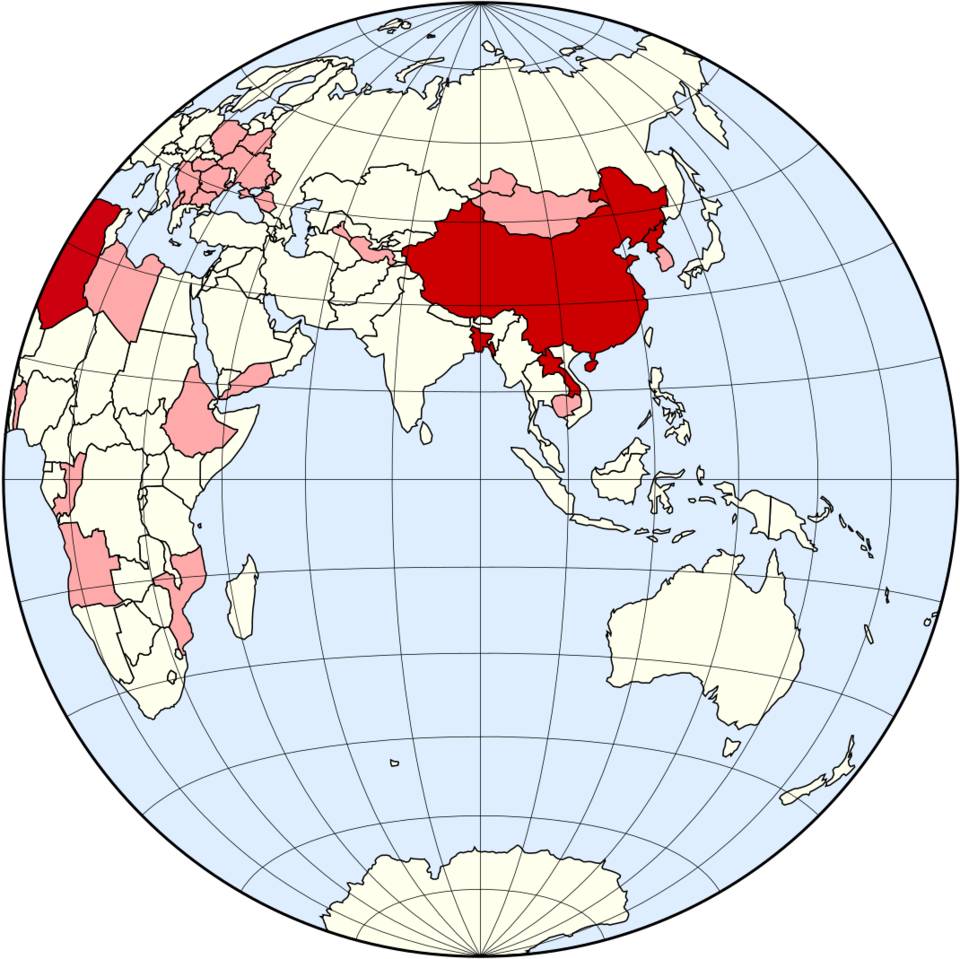
Països anomenats de manera oficial com a «República popular»:
Actualment
En l'antigor

La democràcia popular és un tipus de règim polític. L'expressió institucional que té són els autodenominats estats socialistes que van existir durant el segle xx, encara que alguns han durat fins al segle xxi. En el nom oficial de l'Estat hi acostuma a haver l'expressió República Popular o República Democràtica (que pot considerar-se com una forma de govern). Les democràcies populars, a diferència d'altres règims contemporanis no liberals que també proclamen ser democràtics, solen basar el seu discurs legitimador en la construcció d'una societat socialista segons les característiques peculiars de cada país, respectant sempre els principis de l'internacionalisme proletari.
Aquests règims han estat variats, encara que segons els crítics, han tingut un pluralisme limitat o pràcticament inexistent. A vegades només s'hi permet l'existència d'un únic partit polític; altres vegades poden coexistir-ne dos, un d'urbà i un altre agrari que són units per l'Estat i no competeixen entre ells. En una gran part dels casos hi ha hagut diversos partits polítics de diferent ideologia units sota un Front Nacional o Popular, com ara el Front Nacional d'Alemanya Democràtica. Així i tot, es desenvolupa un procés electiu des de la base, en què els habitants es reuneixen en consells per a designar els seus representants. Els mitjans de comunicació són propietat de l'Estat, del partit o d'organitzacions que hi estan vinculades —sindicats, federacions d'estudiants—, fet que els crítics d'aquest sistema associen amb la falta de llibertat de premsa. Igualment, els opositors assenyalen que els organismes de seguretat estatal es dediquen a la vigilància política dels ciutadans que en formen part.
La utilització de la paraula democràcia per part d'aquests règims, com ara a la República Democràtica Alemanya, s'ha considerat un abús, ja que s'anomena democràcia a allò que el politòleg Robert Dahl denomina poliarquia. No obstant això, segons els partidaris d'aquest règim, hi ha democràcia en diversos sentits: la pertinença plena a la comunitat política és universal, no està intervinguda per criteris censataris; hi ha mecanismes orgànics de participació política intervinguts pel partit, i l'Estat es defineix per un programa de polítiques públiques: educació i cultura, sanitat, esports, etcètera, també orientades a aquesta participació universal.

## Origen del terme

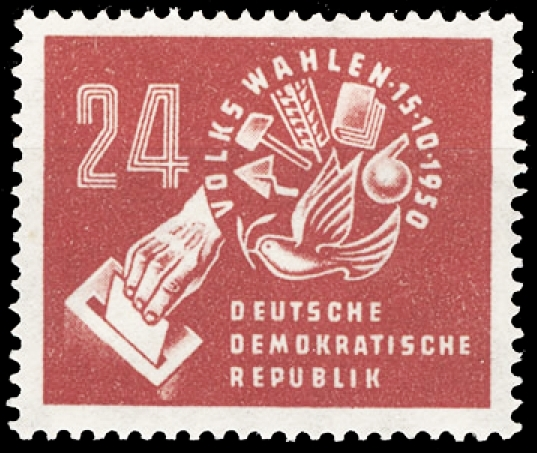
Segell de la RDA que fa referència a les eleccions a la Volkskammer de 1950.

El terme «democràcia popular» es va atorgar als règims que van sorgir a l'Europa de l'Est després de la Segona Guerra Mundial. La definició la va donar la Internacional Comunista. Segons els documents del XXII Congrés del PCUS, una democràcia popular reflecteix «la peculiaritat del desenvolupament de la revolució socialista en circumstàncies en què l'imperialisme s'afebleix i la correlació de forces es modifica a favor del socialisme».
En la democràcia popular hi han trobat el seu reflex les particularitats històriques i nacionals de diversos països. La democràcia popular és definida com una variant de la dictadura del proletariat en la qual les classes s'alien sota la direcció del proletariat com a classe dominant en pro del desenvolupament del socialisme. Per a representar les diferents classes socials hi ha sistemes, habitualment, de diversos partits (no només hi ha el partit comunista, com a l'URSS). El partit de classe marxista-leninista té el paper d'avantguarda de la societat, i això es plasma en les constitucions.
En algunes democràcies populars, encara que no hi hagi llibertat de premsa ni d'associació, sí que hi ha eleccions periòdiques a tots els òrgans de l'Estat, que pretenen representar les intencions i aspiracions de la població. Per això es desenvolupa un procés electiu des de la base, des del barri o la comunitat. Els habitants d'una comunitat es reuneixen en un consell de veïns per designar les persones que podran ocupar diferents càrrecs de govern en les instàncies municipal, provincial i nacional.
No obstant això, per als partidaris de les democràcies liberals occidentals, el nom de democràcia popular només és una manera d'anomenar benèvolament allò que consideren un règim totalitari i dictatorial que, segons argumenten, impedeix per llei la crítica al règim, exclou les eleccions lliures, practica execucions extrajudicials, empresona dissidents i, en general, ocupa les escales més baixes pel que fa al respecte de les llibertats civils i els drets humans.

## Ús del terme durant el segle XXI
L'ús del terme «República Popular» (que ve del rus: народная республика) també s'ha fet servir en la Guerra civil a l'est d'Ucraïna, com a denominació dels ens administratius que gestionen les zones rebels, com ara la República Popular de Donetsk i la República Popular de Lugansk. Aquestes repúbliques populars no tenen reconeixement internacional i la concepció política de l'estat no es correspon amb la que s'ha descrit, encara que facin servir aquesta terminologia pròpia de poblacions ex-soviètiques.